# 다마쓰쿠리 요지
다마쓰쿠리 요지(일본어: 玉造 陽二, 1936년 8월 17일 ~ )는 일본의 전 프로 야구 선수이다. 이바라키현 미토시 출신이며 현역 시절 포지션은 외야수였다.

## 인물
미토 제1고등학교에서는 중견수로서 에이스인 하시모토 마사오(훗날 니시테쓰 라이온스에 입단)를 거느리고 1954년 하계 고시엔 대회(제36회 전국 고등학교 야구 선수권 대회)에 출전했다. 하지만 1차전에서는 이 대회에서 우승한 주쿄 상업고등학교(아이치현)의 나카야마 도시타케 투수에게서 완봉패를 당했다.
졸업 후에는 하시모토와 함께 1955년 니시테쓰 라이온스 입단, 고졸 신인이면서도 1군에 고정됐다. 이듬해 1956년에는 외야진의 일원으로 활약하여 5월부터는 1번 타자로 기용됐다. 그 해에는 규정 타석에 도달하지 못했지만 타율 0.297을 남겼다. 1956년부터는 3년 연속 일본 시리즈 우승에 기여하면서 니시테쓰의 황금 시대를 이끌었다. 1956년 요미우리 자이언츠와 맞붙은 일본 시리즈에서는 전체 7경기에 1번 타자 겸 중견수로 선발 출전했는데 20타수 8안타 1타점의 좋은 성적을 남겼다. 이듬해 1957년에는 다카쿠라 데루유키에게 1번 타자 자리를 양보했지만 이후에도 ‘호타준족의 외야수’로 활약하여 특히 밀어치기 타격에는 정평이 나있다. 1960년에는 프로 데뷔 후 처음으로 규정 타석(19위, 타율 0.263)에 도달했고 1963년 요미우리와의 일본 시리즈에서도 전체 7경기에 좌익수로 선발 출전하여 29타수 9안타를 기록했다. 1964년에는 개인 최고 성적인 타율 0.284(리그 11위)를 기록했다.
하지만 1966년부터는 타격 성적이 급격하게 떨어졌고 니시와키 고지, 미요시 마모루 등에게 선발 또는 수비 자리를 내주는 일도 많았다. 그런 반면 팀의 홈구장인 헤이와다이 야구장의 관객 동원이 부진을 겪으면서 모회사인 서일본 철도가 구단 경비 절감에 나서자 도요다 야스미쓰를 비롯한 고액 연봉 선수들의 트레이드 및 은퇴로 이어졌다. 다마쓰쿠리 자신도 주전 선수였음에도 불구하고 31세의 젊은 나이에 1967년 시즌 종료 후 은퇴했다. 그 후에는 기업인으로서 활동하고 있다.

## 에피소드
빠른 발을 가진 선수로 알려지면서 1956년 요미우리와의 일본 시리즈 3차전에서는 한 경기 3도루라는 일본 시리즈 기록을 남겼다. 또한 병살타도 매우 적었다.

## 상세 정보

### 출신 학교
- 이바라키 현립 미토 제1고등학교

### 선수 경력
- 니시테쓰 라이온스(1955년 ~ 1967년)

### 개인 기록

#### 기록 달성 경력
- 통산 1000경기 출장 : 1963년 5월 14일 ※역대 79번째

#### 기타
- 연속 타석 무병살타 : 786타석(1955년 4월 3일 ~ 1957년 10월 8일) ※당시의 퍼시픽 리그 기록
- 올스타전 출장 : 1회(1964년)

### 등번호
- 54(1955년 ~ 1957년)
- 22(1958년 ~ 1959년)
- 17(1960년 ~ 1967년)

### 연도별 타격 성적
| 연 도       | 소 속       | 경 기 | 타 석 | 타 수 | 득 점 | 안 타 | 2 루 타 | 3 루 타 | 홈 런 | 루 타 | 타 점 | 도 루 | 도 루 자 | 희 생 번 | 희 생 플 | 볼 넷 | 고 4 | 사 구 | 삼 진 | 병 살 타 | 타 율 | 출 루 율 | 장 타 율 | O P S |
| ----------- | ----------- | ----- | ----- | ----- | ----- | ----- | ------- | ------- | ----- | ----- | ----- | ----- | -------- | -------- | -------- | ----- | ---- | ----- | ----- | -------- | ----- | -------- | -------- | ----- |
| 1955년      | 니시테쓰    | 71    | 89    | 71    | 15    | 16    | 3       | 0       | 0     | 19    | 9     | 6     | 5        | 1        | 1        | 16    | 0    | 0     | 10    | 0        | .225  | .368     | .268     | .635  |
| 1956년      | 니시테쓰    | 136   | 443   | 390   | 55    | 116   | 17      | 7       | 1     | 150   | 33    | 18    | 16       | 6        | 2        | 44    | 1    | 1     | 58    | 0        | .297  | .370     | .385     | .755  |
| 1957년      | 니시테쓰    | 117   | 282   | 250   | 28    | 59    | 7       | 3       | 1     | 75    | 10    | 12    | 8        | 8        | 0        | 23    | 0    | 1     | 52    | 1        | .236  | .303     | .300     | .603  |
| 1958년      | 니시테쓰    | 124   | 372   | 334   | 43    | 84    | 17      | 5       | 0     | 111   | 24    | 10    | 5        | 7        | 3        | 27    | 0    | 1     | 42    | 1        | .251  | .309     | .332     | .642  |
| 1959년      | 니시테쓰    | 134   | 369   | 347   | 36    | 88    | 12      | 4       | 3     | 117   | 26    | 5     | 7        | 4        | 0        | 18    | 1    | 0     | 48    | 3        | .254  | .290     | .337     | .628  |
| 1960년      | 니시테쓰    | 134   | 486   | 445   | 61    | 117   | 16      | 8       | 7     | 170   | 39    | 16    | 9        | 2        | 2        | 32    | 1    | 5     | 57    | 5        | .263  | .320     | .382     | .702  |
| 1961년      | 니시테쓰    | 129   | 463   | 415   | 63    | 108   | 20      | 4       | 4     | 148   | 35    | 17    | 6        | 2        | 6        | 37    | 0    | 3     | 63    | 0        | .260  | .325     | .357     | .682  |
| 1962년      | 니시테쓰    | 128   | 462   | 417   | 46    | 117   | 20      | 5       | 2     | 153   | 35    | 20    | 11       | 3        | 4        | 38    | 0    | 0     | 71    | 3        | .281  | .341     | .367     | .708  |
| 1963년      | 니시테쓰    | 146   | 594   | 523   | 65    | 137   | 16      | 4       | 6     | 179   | 41    | 23    | 16       | 8        | 2        | 60    | 4    | 1     | 53    | 7        | .262  | .339     | .342     | .681  |
| 1964년      | 니시테쓰    | 149   | 646   | 578   | 67    | 164   | 27      | 4       | 6     | 217   | 44    | 10    | 18       | 11       | 1        | 54    | 2    | 2     | 73    | 8        | .284  | .347     | .375     | .722  |
| 1965년      | 니시테쓰    | 136   | 557   | 500   | 46    | 134   | 19      | 1       | 2     | 161   | 22    | 11    | 6        | 11       | 0        | 45    | 1    | 1     | 64    | 9        | .268  | .330     | .322     | .652  |
| 1966년      | 니시테쓰    | 124   | 359   | 320   | 29    | 72    | 9       | 2       | 4     | 97    | 26    | 4     | 9        | 8        | 2        | 28    | 2    | 1     | 45    | 3        | .225  | .289     | .303     | .593  |
| 1967년      | 니시테쓰    | 117   | 312   | 283   | 20    | 70    | 9       | 0       | 3     | 88    | 23    | 6     | 6        | 6        | 1        | 20    | 1    | 2     | 28    | 4        | .247  | .302     | .311     | .613  |
| 통산 : 13년 | 통산 : 13년 | 1645  | 5434  | 4873  | 574   | 1282  | 192     | 47      | 39    | 1685  | 367   | 158   | 122      | 77       | 24       | 442   | 13   | 18    | 664   | 44       | .263  | .327     | .346     | .672  |

- 굵은 글씨는 시즌 최고 성적.